# Épisodes de Mauregard
Cet article présente les épisodes de la mini-série Mauregard.

## Épisode 1Le Temps des espérances
1er octobre 1970
- France :

## Épisode 2:Le Temps des amours
8 octobre 1970
- France :

## Épisode 3:Le Temps des intrigues
15 octobre 1970
- France :

## Épisode 4:Le Temps des plaisirs
22 octobre 1970
- France :

## Épisode 5:Le Temps des colères
29 octobre 1970
- France :

## Épisode 6:Le Temps des présages
5 novembre 1970
- France :